# (34532) 2000 SO213
2000 SO213 (asteroide 34532) é um asteroide da cintura principal. Possui uma excentricidade de 0.21429310 e uma inclinação de 11.99706º.
Este asteroide foi descoberto no dia 25 de setembro de 2000 por LINEAR em Socorro.